# Allopaa
Allopaa es un género de anfibios anuros de la familia Dicroglossidae que se distribuyen por Cachemira (Pakistán) y la India.

## Lista de especies
Se reconocen las siguientes según ASW:
- Allopaa barmoachensis (Khan & Tasnim, 1989)
- Allopaa hazarensis (Dubois & Khan, 1979)